# Pustaha

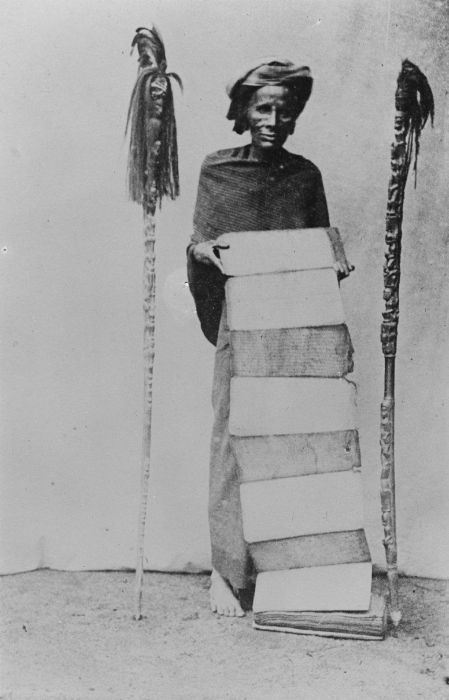
Datu mit einem zum Boden hin entfalteten Pustaha und zwei Tunggal Panaluan. Foto: Sammlung Tropenmuseum, Amsterdam

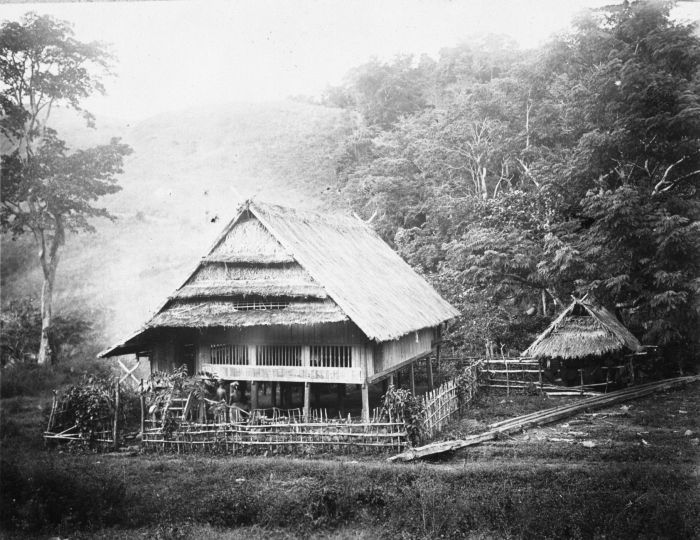
Haus eines Datu. Foto: Sammlung Tropenmuseum, Amsterdam

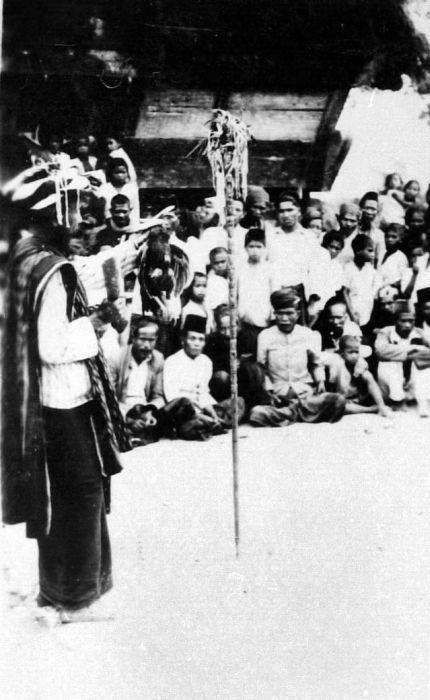
Ein Datu der Batak mit einem Tunggal Panaluan und Pupuk (im Einsatz).Foto: Sammlung Tropenmuseum, Amsterdam

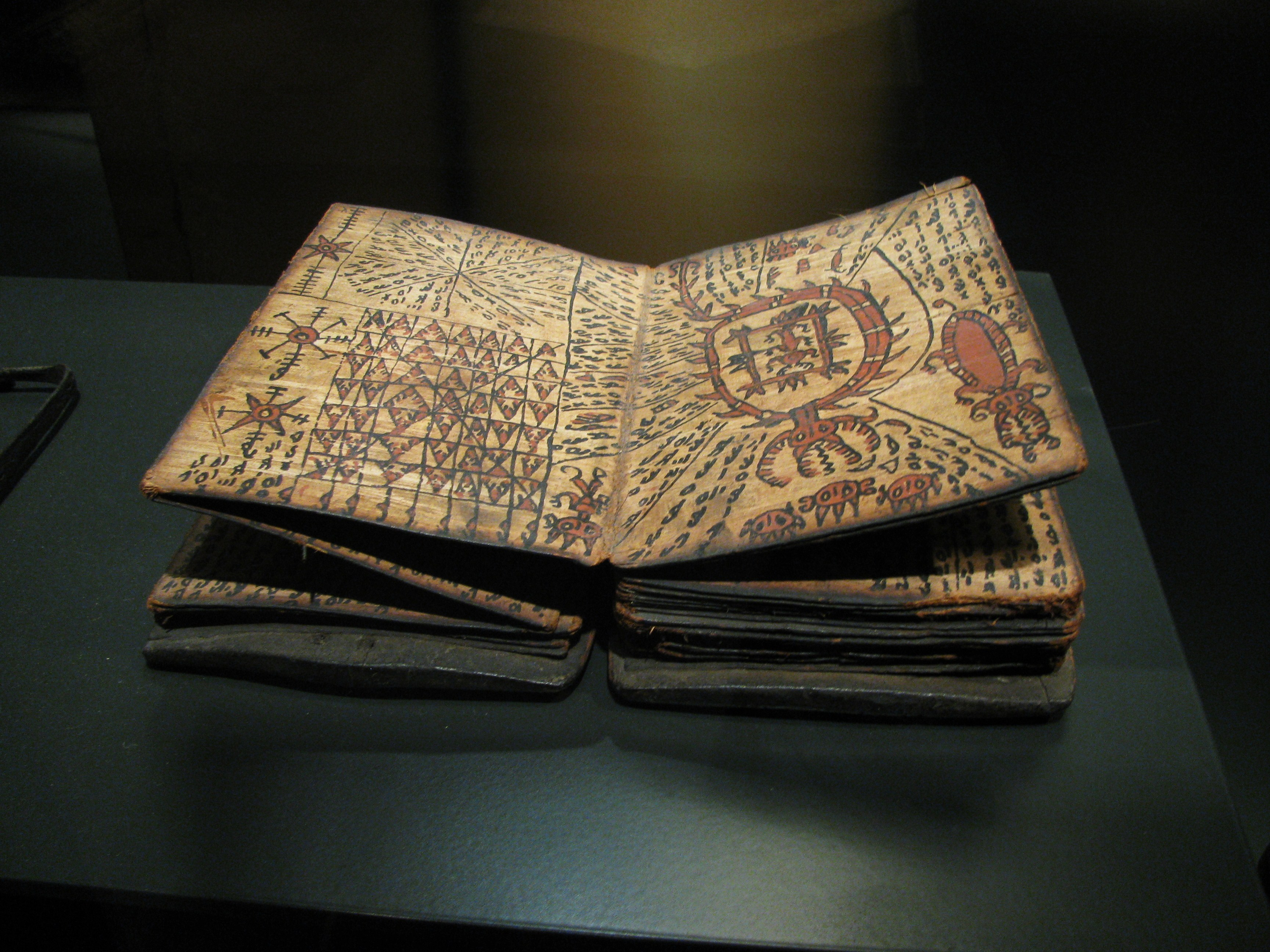
Zauberbuch der Toba-Batak, nach Art eines Leporello-Albums gefaltet. Sammlung Museum Volkenkunde, Leiden

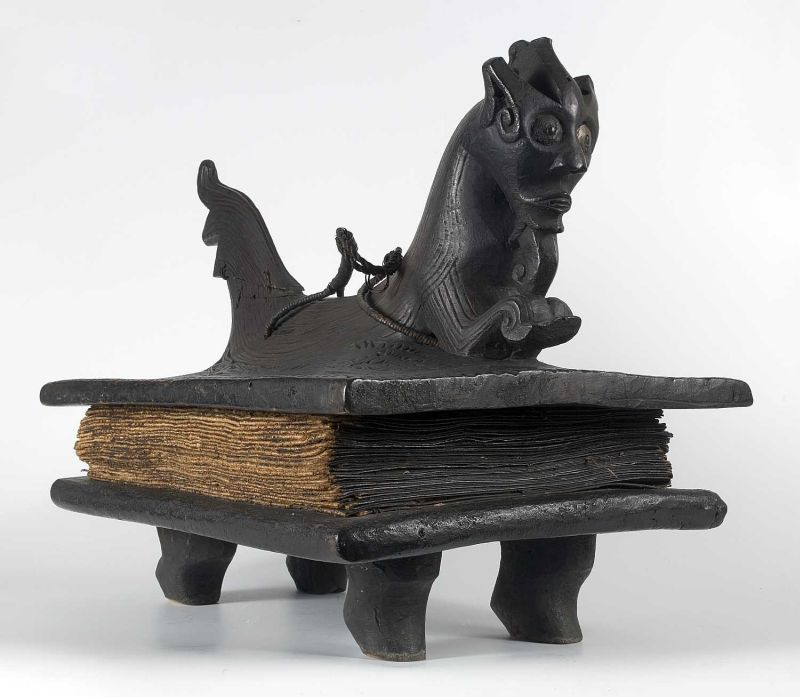
Reichlich verziertes Pustaha, Sammlung Tropenmuseum, Amsterdam

Pustaha (pus·ta·ha) sind von Zauberpriestern (Datu/Guru) in Ritualsprache verfasste Orakelbücher der Batak, einem Volk in Sumatra, Indonesien. Die Zauberpriester der Toba-Batak werden als Datu, die der Karo-Batak als Guru bezeichnet. Zusammen mit weiteren Utensilien, wie dem Tunggal panaluan (Zeremonialstab) und Pupuk (zauberkräftigem Medizinbrei), welcher aus unterschiedlich gestalteten Medizinbehältern gereicht wird, gehört Pustaha zum wichtigsten Zeremonialzubehör rituell-religiöser Feste dieser Volksgruppe. Den Zauberpriestern kommt eine gewisse Monopolstellung zu, da sie die einzigen sind, die der batakschen Schrift mächtig sind und aus dem Pustaha zu lesen verstehen.

## Forschungsgeschichte
Erste ethnographische Informationen über das zuvor niemals von Weißen betretene Land erlangten Forschungsreisende gegen Ende des 18. Jahrhunderts. Mitte des 19. Jahrhunderts wurden Schrift, Sprache und Grammatik der Batak erstmals durch H.N. van der Tuuk eingehend erforscht, sodass in den Jahren 1861/62 ein Textwerk über die Batak-Sprachen verfasst werden konnte. Der Missionsarzt und Tropenmediziner Johannes Winkler verfasste 1925 ein bis heute als Standardwerk verstandenes Buch über die Datu. Dieses gewährte auch Aufschlüsse über den Inhalt der Pustaha. Die Pustaha-Forschung vertieften der Niederländer Petrus Voorhoeve, der Handschriften aus den verschiedensten Gegenden verglich und festhielt. Unterschieden werden allein fünf Bataksprachen mit je eigenem Alphabet. Weitere Forscher machten sich um die Beschreibung und Katalogisierung verschiedener europäischer Pustaha-Sammlungen verdient.

## Herstellung des Orakelbuchs
Vornehmlich wurden als Schreibmaterial Baumbast, Bambus und Knochen herangezogen. Baumbast stammte vom Adlerholzbaum (alim). Er wurde in Bahnen abgezogen, geglättet und mit Reismehlpaste appretiert sowie in Form eines Leporello-Albums gefaltet. An die Enden geklebte Holzplatten dienten als Einband und wurden mit Ornamenten versehen. Für den Zusammenhalt der Bücher eigneten sich geflochtene Rattanblätter. 
Geschrieben wurde mit Tinte, die aus einer kohligen, dickflüssigen Masse bestand und aus diversen Baumharzen und über dem Feuer verkochten weiteren Ingredienzien bereitet wurde. Die Rezeptanleitungen hierzu finden sich häufig in den Pustaha selbst. Bambus, Büffelhorn oder aus Zuckerpalmen geschnittene Stäbchen dienten als Griffel.

## Inhalte des Orakelbuchs
Vornehmlich bestehen die Inhalte der Pustaha aus magischen Formeln (tabas), sowie Rezepten für medizinische Anwendungen und Zaubermittel, und letztlich Anweisungen für rituelle Handlungen. Letztgenannte Anweisungen waren zumeist eher fragmentarisch festgehalten, da die Datu als einzige Verfasser der Orakelbücher sich der rituellen Pflichten stets bewusst waren und sich ohne breit fixiertes Regelwerk unterweisen konnten. Die Erschließung dieser speziellen Textbeiträge stellte die Forschung vor größere Herausforderungen, da es viele – nicht niedergeschriebene – Voraussetzungen zu kennen beziehungsweise zu deuten galt.

### Hadatuon
In den Pustaha sind inhaltlich die Grundzüge des hadatuon verbrieft, eine kunstverständige Triade von Lebensweisheiten. Diese lassen sich, nach Johannes Winkler, untergliedern in: 

1. Die Kunst, das Leben zu erhalten, 

2. die Kunst, das Leben zu vernichten, und 

3. die Kunst der Wahrsagerei.
Dem Lebenserhalt dienen alle medizinisch relevanten Erscheinungsbilder zur Krankheitsbekämpfung und der Prophylaxe. Insbesondere beinhaltet dies die Kunst, hierfür förderliche Rezepte zu schaffen. Es galt beispielsweise Unfruchtbarkeiten zu bekämpfen, Durchfall, Bluthusten oder Rheumatismus. Ebenso mussten gebrochene Knochen wiederhergestellt werden. Dazu bediente man sich Pagar, pflanzlichen Ingredienzien, die oft in langen Prozeduren hergestellt wurden. Erkrankungen wurden in Ermangelung naturwissenschaftlicher Kenntnisse auf Störungen der Harmonie im spirituellen Sinne zurückgeführt und bekämpft. Ahnengeister (begu) und feindlich gesinnte Personen galten als Krankheitsverursacher. Auch wird in den Pustaha beschrieben, dass (aus Blei gefertigte) Amulette zum Einsatz kamen. Ebenso Ersatzmittel wie porsili, grob geschnitzte menschliche Figuren, die in eine Schlucht hinuntergeworfen wurden oder in einen Fluss, um dem feindlich gesinnten Ahnengeist zu suggerieren, es sei der an der Krankheit Verstorbene. Texte, die die Herstellung der porsili betreffen, gehören zum Inhalt vieler Pustaha.
Bildlich illustrierte Unterweisungen zur Schießkunst gehören ebenfalls zu wiederkehrenden Inhalten der Pustaha, wobei vermutet wird, dass die Batak bereits vor dem 16. Jahrhundert in den Besitz von Schusswaffen gekommen sein könnten, zumal sich umfassende Orakel und Einweisungen in die Kunst des Waffeneinsatzes und der Herstellung von Waffenzubehör finden lassen. Neben Waffeneinsatz zur Lebensvernichtung sind Kindesraub, die kunstfertige Tötung von geraubten Kindern und magische, aggressive Pulver der Datu beschrieben worden.
Die Kunst der Wahrsagerei als Orakelkunst fußt vornehmlich auf der Astrologie und nimmt großen Raum in den Pustaha ein. Wie viele indonesische Völker, sind die Batak insoweit hinduistisch beeinflusst. Zwölfmonatige Kalender, stets monatlich mit dem Neumond endend, werden gegebenenfalls um zwei Sonnentage ergänzt, um dreißig Monatstage zählen zu können. Dabei dienten die Kalender nicht der Zeitrechnung, sondern kultischen Gepflogenheiten, wie das Herausfinden des geeigneten Tages für unterschiedliche Zeremonien.

## Pustaha-Sammlungen
Pustaha werden schon lange nicht mehr geschrieben und die verbliebenen Exemplare befinden sich nahezu ausnahmslos in europäischen Sammlungen. Nach Schätzungen von Petrus Voorhoeve gibt es mehrere Hundert, vielleicht sogar 1000 Pustahas in öffentlichen Sammlungen (Museen und Bibliotheken). Etwa 80 % aller Exemplare befinden sich in europäischen Sammlungen. Die meisten sind im Tropenmuseum in Amsterdam, im Reichsmuseum für Völkerkunde in Leiden, und im Ethnologischen Museum in Berlin zu finden.